# Fourtou
Fourtou (en occitano Forton) es una comuna y población de Francia, en la región de Languedoc-Rosellón, departamento de Aude, en el distrito de Limoux y cantón de Couiza. Es la primera población que atraviesa el río Orbieu.
Su población en el censo de 1999 era de 53 habitantes.
Está integrada en la Communauté de communes du Pays de Couiza
Su gentilicio francés es Fortonais.

## Etimología e historia
La población se menciona con el nombre de Fortovum en el siglo XIV y Forto en el XV. El nombre occitano de Forton o Forthon fue afrancesado tras la Revolución francesa, llamándose oficialmente Fourtou desde 1781.

## Lugares de interés
La iglesia parroquial, dedicada a San Miguel.